# Partido Nacional Cristiano (Rumanía)
El Partido Nacional Cristiano (en rumano: Partidul Național Creștin), fue un partido de ultraderecha antisemita rumano del periodo de entreguerras. Fue el principal rival en la ultraderecha rumana de la Guardia de Hierro.

## Formación y primeros años

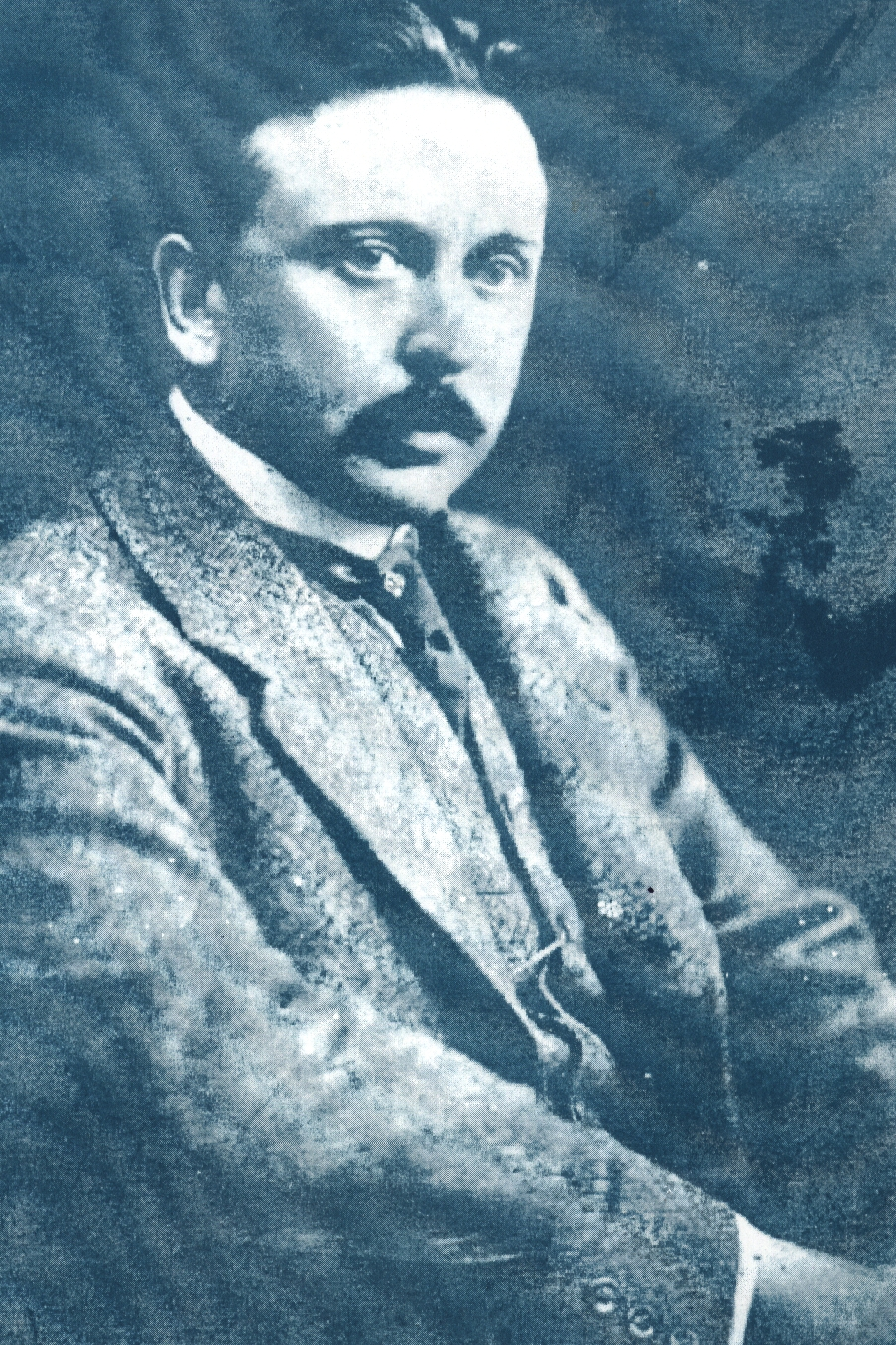
Octavian Goga, afamado poeta nacionalista transilvano y presidente del PNC, alcanzó la presidencia del gobierno pasajeramente a finales de 1937 y aplicó medidas antisemitas.

El partido surgió de la unión de dos partidos el 16 de junio de 1935, la Liga para la Defensa Nacional-Cristiana del famoso profesor antisemita y mentor político de Corneliu Zelea Codreanu, Alexandru C. Cuza, y el Partido Agrario Nacional del poeta transilvano Octavian Goga. Desde su creación fue el competidor principal entre las formaciones de ultraderecha rumanas de la Guardia de Hierro de Codreanu. El partido se caracterizaba por su ideología de extrema derecha y su antisemitismo. La formación era la que recibió el mayor apoyo alemán durante la década. A diferencia del partido de Codreanu y a pesar de su aspecto fascista, el partido de Goga y Cuza era un partido tradicionalista reaccionario.
Cuza, ya con 78 años, fue nombrado «jefe supremo» del partido, aunque fue Goga quien alcanzó la presidencia y poder real en el partido. Su secretario general fue Nichifor Crainic, que ya había desempeñado el cargo en la formación de Cuza y llegaría a ser ministro de Propaganda del gobierno proalemán de otro miembro del PNC, Ion Gigurtu. Su papel fue crucial en la creación de la nueva formación y contó con el apoyo del rey Carol.
Con la unión de los dos grupos se formó un nuevo grupo parlamentario con 18 escaños. La organización tomó la esvástica, símbolo de la formación de Cuza, como señal, mientras que adoptó el periódico de Goga, Ţara noastră como publicación oficial. La organización paramilitar de la LANC, los lãncieri se convirtieron en el brazo armado del partido. La brutalidad y ataques de estos a los judíos rivalizaron con los de la Guardia de Hierro, con los que mantenían choques frecuentes y cruentos.
A imitación de las potencias fascistas, Goga y Cuza trataron de utilizar las demostraciones de fuerza para ganar apoyo entre la población, llegando en noviembre de 1936 a reunir a 200.000 camisas azules (uniforme de los lãncieri), en una marcha en la capital.
El partido defendía la imposición de numerus clausus, el control rumano sobre la cultura y los medios de comunicación y la expulsión de los judíos que hubiesen conseguido la nacionalidad tras la Primera Guerra Mundial. Debían quedar además completamente excluidos de la administración pública.
En política exterior el partido abogaba por una acercamiento a la Alemania nazi, sin estar dispuesto, sin embargo, a hacer concesiones territoriales para lograrlo. El Reich mantuvo su apoyo material y moral a la nueva formación, como ya había apoyado a la anterior agrupación de Goga. La organización de Alfred Rosenberg trató incluso de unir el PNC a la Guardia para las elecciones de 1937, cuando finalizaba el mandato de Tătărescu, pero fracasó.

## Efímeramente en el poder
Tras las elecciones de diciembre de 1937, las primeras del periodo de entreguerras en las que el gobierno no logró la mayoría absoluta, el rey decidió no encargar la formación de gobierno al primer ministro del momento, Gheorghe Tătărescu. Enemistado tanto con el Partido Nacional Campesino con Iuliu Maniu al frente como con la Guardia de Hierro, cada vez más crítica con el monarca, su amante y su camarilla de favoritos, el soberano decidió llamar al PNC, que había quedado cuarto en las votaciones, sin alcanzar el 10% de los votos, pero era conocido por su ideología similar a la popular y creciente Guardia y su fidelidad al monarca. La formación apenas había ganado apoyos y sólo había logrado un resultado notable en el norte de Moldavia y Besarabia, siendo superada en el resto de regiones por la Guardia. El principal apoyo electoral provenía de los tradicionales votantes de Cuza.
El gobierno tomó posesión el 28 de diciembre de 1937. Cuza fue nombrado ministro sin cartera, mientras su hijo Gheorghe ocupaba el ministerio de trabajo. Conocidos por sus inclinaciones hacia el Eje, los dirigentes del PNC hubieron, no obstante, de someterse al control del rey en política exterior. Frente a las simpatías por las potencias fascistas de Goga y Cuza, Carol pretendía mantener su política de neutralidad entre las grandes potencias occidentales, dificultando así las pretensiones de su nuevo gobierno. El monarca nombró, asimismo, ministros en las carteras responsables del orden público y a varios diplomáticos, limitando el poder del PNC. Los intentos de Goga de lograr una garantía territorial de Alemania fracasaron.

Población judía rumana por regiones. Las medidas contra los hebreos caracterizaron el corto periodo de gobierno del PNC.

El corto gobierno se caracterizó, más que por su acercamiento a las potencias fascistas, limitado por el rey, por sus medidas antisemitas, que no sólo sobrevivieron al gabinete, sino que sirvieron de ejemplo a las de gobiernos posteriores. El gobierno comenzó a utilizar decretos-ley, sin respaldo del parlamento, para aprobar sus primeras medidas contra los judíos.
Comenzó por revocar los derechos de los periodistas judíos y cerrar los diarios que el gobierno consideraba controlados o que pertenecían a estos. Despidió a todos los funcionarios judíos y canceló las ayudas a las instituciones hebreas. Acusando a los judíos de envenenar a la juventud rumana y de prostituir a sus jóvenes, prohibió la concesión de licencias de venta de alcohol y el empleo de sirvientas menores de 40 años a la comunidad. Se expropiaron algunas propiedades judías.
La medida principal de discriminación fue, sin embargo, la promulgación del decreto 169 del 22 de enero de 1938, en el que se establecía la revisión de la ciudadanía de los hebreos, que invalidó en la práctica las concesiones de nacionalidad posteriores a la Primera Guerra Mundial. El decreto exigía la presentación de pruebas que acreditasen la nacionalidad en un periodo máximo de 40 días, tras el cual aquellos que no hubiesen podidos hacerlo según criterio de las autoridades perderían la ciudadanía, perdiendo a la vez su permiso de trabajo y quedando en riesgo de deportación. El decreto, que no llegó a aplicarse completamente durante el periodo de gobierno del PNC, quedó, no obstante, vigente durante los gobiernos de la posterior dictadura real. Alrededor de un tercio de las documentaciones presentadas fueron rechazadas, perdiendo la nacionalidad rumana 225.222 ciudadanos.
Las medidas contra los judíos del gobierno del PNC hicieron que estos comenzasen un boicoteo de la economía, retirando sus fondos de los bancos, negándose a pagar impuestos y vendiendo las existencias de artículos en su poder, causando pronto el caos en la economía rumana. Esto, junto con las protestas de la Francia, Gran Bretaña y la Unión Soviética, y el acuerdo entre Goga y Codreanu en febrero que parecía amenazar el control político del rey, hicieron que Carol se decidiese a despedir a Goga y proclamar un nuevo régimen dictatorial. Francia había llegado a amenazar con rescindir su alianza con Rumanía en caso de que las medidas antisemitas no fuesen abolidas, mientras que Gran Bretaña había pospuesto indefinidamente la visita del rey Carol y había indicado su deseo de que el gobierno de Goga fuese relevado.
La campaña electoral para las elecciones del 2 de marzo de 1938 había comenzado el 6 de febrero con una gran violencia, temiéndose el hundimiento del país en el caos. El primer día de campaña, en choques entre las fuerzas de Codreanu, las de Cuza y la policía, hubo 2 muertos, 52 heridos y 450 detenidos, situación que alarmó a Goga. Este comenzó negociaciones con el caudillo de la Guardia que llevaron al anuncio de un acuerdo el 8 de febrero, por el que la Guardia se comprometía a no participar en la campaña, aunque se presentase a los comicios. El 10 el rey convocó a Goga y exigió su dimisión, dando fin al corto gobierno del PNC.

## Disolución y legado
El partido quedó disuelto como el resto de partidos el 15 de febrero de 1938 cuando, tras la proclamación de la dictadura del rey Carol II, las formaciones políticas fueron prohibidas. Se instauró más tarde una única organización política en el país, el Frente de Renacimiento Nacional. La Constitución había sido abolida al día siguiente de la destitución de Goga y quedó sustituida por una nueva Constitución el 20 de febrero.
Gran número de sus partidarios, sin embargo, sirvieron en los Gobiernos de la dictadura hasta la abdicación del rey en septiembre de 1940, incluyendo al primer ministro en el verano de 1940, Ion Gigurtu, que había sido ministro en el gabinete de Goga-Cuza. Muchos de ellos se encontraban entre los funcionarios de la posterior dictadura militar del general Ion Antonescu.